# Гутище (Корюківська міська громада)
Гу́тище — село в Україні, у Корюківській міській громаді Корюківського району Чернігівської області. Населення становить 18 осіб. До 2016 орган місцевого самоврядування — Рейментарівська сільська рада.

## Географія
Село розташоване за 55 км від районного центру і залізничної станції Корюківка. Висота над рівнем моря — 144 м.

## Історія
12 червня 2020 року, відповідно до розпорядження Кабінету Міністрів України № 730-р «Про визначення адміністративних центрів та затвердження територій територіальних громад Чернігівської області», увійшло до складу Корюківської міської громади.
19 липня 2020 року, в результаті адміністративно-територіальної реформи та ліквідації колишнього Корюківського району, село увійшло до складу новоутвореного Корюківського району.